# Сіренки (Кременчуцький район)
Сіренки́ — село в Україні, у Глобинській міській громаді Кременчуцького району Полтавської області. Населення на 1 січня 2011 року становить 97 осіб. До 2020 орган місцевого самоврядування — Кринківська сільська рада. Також до цієї сільради входили с. Великі Кринки, с. Весела Долина, с. Степове та с. Шевченки.

## Географія
Село Сіренки знаходиться за 17 км від районного центру м. Глобине, за 0,5 км від села Шевченки та за 1 км від села Корещина. Біля села озеро. Площа населеного пункту — 161,3 га.

## Історія
12 червня 2020 року, відповідно до розпорядження Кабінету Міністрів України № 721-р «Про визначення адміністративних центрів та затвердження територій територіальних громад Полтавської області», село увійшло до складу Глобинської міської громади.
19 липня 2020 року, в результаті адміністративно - територіальної реформи та ліквідації Глобинського району, село увійшло до складу новоутвореного Кременчуцького району.

## Населення
Населення станом на 1 січня 2011 року становить 97 осіб, 38 дворів.
- 2001 — 126
- 2011 — 97 жителів, 38 дворів

### Мова
Розподіл населення за рідною мовою за даними перепису 2001 року:
| Мова       | Кількість | Відсоток |
| ---------- | --------- | -------- |
| українська | 124       | 98.41%   |
| російська  | 2         | 1.59%    |
| Усього     | 126       | 100%     |

## Інфраструктура
Село газифіковане. 